# 阿納霍拉 (夏威夷州)
阿納霍拉（英語：Anahola）是位於美國夏威夷州可愛縣的一個人口普查指定地區。

## 地理
阿納霍拉的座標為22°08′42″N 159°18′57″W / 22.14500°N 159.31583°W，而該地最高點為海拔高度9米（即30英尺）。

## 人口
根據2010年美國人口普查的數據，阿納霍拉的面積為10.40平方千米，當中陸地面積為9.40平方千米，而水域面積為1.00平方千米。當地共有人口2223人，而人口密度為每平方千米213.75人。